# DALE-UV
Der Datenaustausch mit Leistungserbringern in der gesetzlichen Unfallversicherung (kurz DALE-UV) ist ein elektronisches Datenübertragungsverfahren im deutschen Gesundheitswesen. Zielsetzung der Umstellung von papierbasierten Verfahren auf DALE-UV ist die Vermeidung von Bürokratie und die Erhöhung der Effizienz im Berichts- und Abrechnungswesen zwischen Ärzten und den Trägern der gesetzlichen Unfallversicherung. Das DALE-UV-Verfahren ist seit dem 1. Januar 2007 verpflichtend.

## Datenerfassung und -übertragung
Die Erfassung der Daten erfolgt in der Praxis- bzw. Krankenhaussoftware des behandelnden Arztes (Durchgangsarzt bzw. H-Arzt). Die Daten werden verschlüsselt, digital signiert an die Unfallversicherungsträger (Unfallkassen und Berufsgenossenschaften) übertragen und dort weiterverarbeitet. Die Übertragung kann gemäß den Standards D2D, VCS und PKCS#7 abgewickelt werden. Die Daten werden von der zentralen Datenannahmestelle (UNI-DAV) entgegengenommen und an die zuständigen Unfallversicherungsträger übermittelt.
Das Verfahren unterstützt die standardisierte Kommunikation über Berichte und Formulare wie den Durchgangsarztbericht (F 1000), den Nachschaubericht (F 2106) und die Rechnungsvordrucke. Für die elektronische Übermittlung eines Berichtes erhält der behandelnde Arzt 0,35 Euro erstattet (Abrechnungskennziffer 192 UV-GOÄ).
Softwarehersteller müssen ihre Software nach der jeweils aktuellen technischen Dokumentation zertifizieren lassen.

## Kritik
Bei der Einführung des Verfahrens wurden Verzögerungen, Probleme bei der Weiterleitung von Berichten sowie die Nachforderung von Papierausdrucken in der Übergangszeit von ärztlicher Seite kritisiert. Es wurde auch darauf hingewiesen, dass die unzureichende Absicherung der IT-Systeme bei den Ärzten ein Sicherheitsrisiko darstellen kann. Das Verfahren ist inzwischen jedoch flächendeckend im Einsatz.